# Partido Socialista de Canarias
El Partido Socialista Canario-PSOE  (PSOE Canarias) es una organización política de corte socialdemócrata que constituye la federación en Canarias del Partido Socialista Obrero Español.

## Líderes del partido
|    | Secretario general                                         | Periodo         |
| -- | ---------------------------------------------------------- | --------------- |
| 1. | Jerónimo Saavedra                                          | 1977-1985       |
| 2. | Alberto de Armas                                           | 1985-1988       |
| 3  | Jerónimo Saavedra                                          | 1988-1997       |
| 4. | Juan Carlos Alemán                                         | 1997-2007       |
| 5. | Juan Fernando López Aguilar                                | 2007-2010       |
| 6. | José Miguel Pérez                                          | 2010-2016       |
| -  | Comisión gestora presidida por José Miguel Rodríguez Fraga | 2016-2017       |
| 7. | Ángel Víctor Torres                                        | 2017-actualidad |

## Situación actual
En la actualidad, el PSOE Canarias está organizado por el actual Ministro de Política Territorial y Memoria Democrática, Ángel Víctor Torres, luego de que él ganase las primarias socialistas en Canarias frente a Patricia Hernández Gutiérrez (exvicepresidenta del Gobierno de Canarias) y Juan Fernando López Aguilar (antiguo Ministro de Justicia y Secretario General del PSOE Canarias y actual Diputado del Parlamento Europeo)

## Resultados electorales

### Elecciones al Parlamento de Canarias
| Elecciones | Candidato                   | Votos   | % de votos | Escaños | Posición  | Gobierno                                                  |
| ---------- | --------------------------- | ------- | ---------- | ------- | --------- | --------------------------------------------------------- |
| 1983       | Jerónimo Saavedra           | 234.562 | 42,36%     | 27/60   | 1.º       | Gobierno en minoría                                       |
| 1987       | Jerónimo Saavedra           | 185.749 | 27,85%     | 21/60   | 1.º       | Oposición                                                 |
| 1991       | Jerónimo Saavedra           | 229.692 | 33,28%     | 23/60   | 1º        | Gobierno de coalición con AIC (1991-1993)                 |
| 1991       | Jerónimo Saavedra           | 229.692 | 33,28%     | 23/60   | 1º        | Oposición (1993-1995)                                     |
| 1995       | Augusto Brito               | 183.969 | 23,03%     | 16/60   | 3.º       | Oposición                                                 |
| 1999       | Jerónimo Saavedra           | 199.503 | 24,4%      | 19/60   | 2.º       | Oposición                                                 |
| 2003       | Juan Carlos Alemán          | 235.234 | 25,75%     | 17/60   | 3.º       | Oposición                                                 |
| 2007       | Juan Fernando López Aguilar | 322.833 | 35,01%     | 26/60   | 1.º       | Oposición                                                 |
| 2011       | José Miguel Pérez García    | 189.049 | 20,98%     | 15/60   | 3.º       | Gobierno de coalición con Coalición Canaria               |
| 2015       | Patricia Hernández          | 180.669 | 19,86%     | 15/60   | 1.º* (2º) | Gobierno de coalición con Coalición Canaria (2015-2016)   |
| 2015       | Patricia Hernández          | 180.669 | 19,86%     | 15/60   | 1.º* (2º) | Oposición (2016-2019)                                     |
| 2019       | Ángel Víctor Torres         | 257.642 | 28,85%     | 25/70   | 1.º       | Gobierno de coalición con Nueva Canarias, Podemos, y ASG) |
| 2023       | Ángel Víctor Torres         | 247.811 | 27,17%     | 23/70   | 1.º       | Oposición                                                 |

- En las elecciones de 2015 logró 15.000 votos más que la tercera fuerza que era Coalición Canaria, pero a pesar de esto CC obtuvo mayor representación en la cámara dada a la ley electoral que estipula las elecciones en Canarias.

### Elecciones al Congreso de los Diputados
| Elecciones     | Votos   | % de votos | Escaños | Posición |
| -------------- | ------- | ---------- | ------- | -------- |
| 1977           | 90 567  | 16,55 %    | 3/13    | 2º       |
| 1979           | 95 220  | 17,82 %    | 3/13    | 2º       |
| 1982           | 239 615 | 36,65 %    | 7/13    | 1º       |
| 1986           | 241 197 | 36,06 %    | 6/13    | 1º       |
| 1989           | 242 035 | 36,10 %    | 7/14    | 1º       |
| 1993           | 241 648 | 29,85 %    | 5/14    | 2º       |
| 1996           | 263 249 | 29,97 %    | 5/14    | 2º       |
| 2000           | 186 363 | 22,19 %    | 3/14    | 3º       |
| 2004           | 333 084 | 34,45 %    | 6/15    | 2º       |
| 2008           | 395 182 | 39,57 %    | 7/15    | 1º       |
| 2011           | 231 086 | 24,85 %    | 4/15    | 2º       |
| 2015           | 218 413 | 21,97 %    | 4/15    | 3º* (2º) |
| 2016           | 220 471 | 22,52 %    | 3/15    | 2º       |
| Abril 2019     | 295 474 | 27,83 %    | 5/15    | 1º       |
| Noviembre 2019 | 273 596 | 28,88 %    | 5/15    | 1º       |
| 2023           | 339 300 | 33,37 %    | 6/15    | 1º       |

## Alcaldías
- Las Palmas en gobierno conjunto con Podemos y Nueva Canarias
- La Laguna con el apoyo de Coalición Canaria
- Adeje con mayoría absoluta
- Vilaflor con mayoría absoluta
- Los Silos con mayoría absoluta
- El Tanque con mayoría absoluta
- San Juan de la Rambla en coalición con Sí se puede Tenerife
- La Matanza con mayoría absoluta
- Candelaria con mayoría absoluta
- Fasnia con mayoría absoluta
- Güímar en repartición de dos años con Coalición Canaria.
- Granadilla de Abona junto con el Partido Popular
- Garafía con el apoyo de Fuerza Garafiana.
- Puntagorda con mayoría absoluta
- Alajeró en mayoría absoluta
- El Pinar de El Hierro en mayoría absoluta
- San Andrés y Sauces en mayoría absoluta
- Puntallana en mayoría absoluta
- Arucas con apoyo de Partido Popular
- Ingenio con apoyo de Nueva Canarias, Unidas Podemos y Agrupa Sureste
- La Aldea en mayoría absoluta
- San Bartolomé con mayoría absoluta
- Teror apoyo de Partido Popular